# Wadih Saadeh
Wadih Sa'adeh - Nume de nastere: Wadih Amine STEPHAN - (arabă: وديع سعادة; n. 1948) este un poet și ziarist libanez-australian.
Wadih Sa'adeh s-a născut în Liban. A lucrat ca jurnalist la Beirut, Londra, Paris și Nicosia, înainte de a migra în Australia, în 1988. Apoi, a început a lucrat ca editor de gestionare în Annahar un libanez publicat în ziarul Sidney.
A publicat 12 cărți de poezie în limba arabă, unele fiind traduse în engleză, germană, franceză, spaniolă și alte limbi. A participat la numeroase festivaluri de poezie, în Australia și internațional (Kholn, Berlin, Lodeve ...).
Wadih Sa'adeh este considerat de critici a avea o voce distinctă în poezia arabă modernă.